# Pisy
Pisy é uma comuna francesa na região administrativa da Borgonha-Franco-Condado, no departamento de Yonne. Estende-se por uma área de 12.08 km². Em 2010 a comuna tinha 80 habitantes (densidade: 6,6 hab./km²).